# Pfarrkirche Abtsdorf

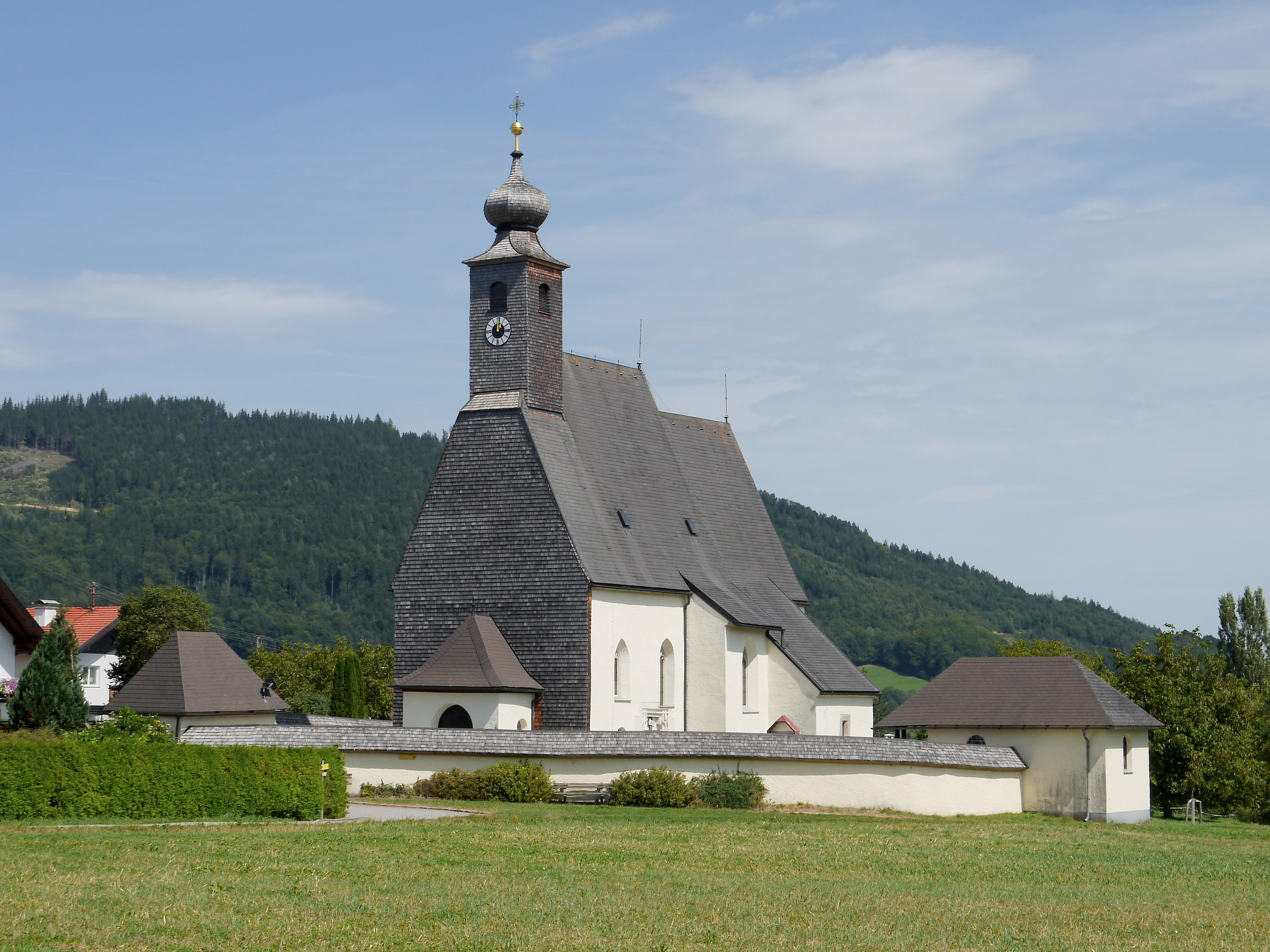
Kath. Pfarrkirche hl. Laurentius in Abtsdorf

Die römisch-katholische Pfarrkirche Abtsdorf steht südöstlich vom Ortszentrum von Abtsdorf in der Gemeinde Attersee am Attersee im Bezirk Vöcklabruck in Oberösterreich. Die dem heiligen Laurentius geweihte Kirche gehört zum Dekanat Schörfling in der Diözese Linz. Die Kirche und der Friedhof stehen unter Denkmalschutz.

## Pfarrgeschichte
Die Pfarre wurde im Jahre 955 vom Abt des Benediktinerstiftes Mondsee als Dank für den Sieg König Otto I. über die Ungarn am 10. August 955 in der Schlacht auf dem Lechfeld gegründet. In einer Urkunde von Papst Innozenz II. aus dem Jahre 1142 fand sie ihre erstmalige urkundliche Erwähnung.
Bis zur Auflösung des Stiftes durch Kaiser Leopold II. im Jahre 1791 gehörte die Pfarre dem Stift Mondsee an.

## Baugeschichte
Der heutige Bau stammt aus dem dritten Viertel des 15. Jahrhunderts, über einen Vorgängerbau ist nichts überliefert. In den Jahren 1699 bis 1703 wurde der Innenraum barockisiert, von 1912 bis 1914 erfolgte eine Renovierung der Kirche und im Jahre 1960 wurde das Kircheninnere restauriert.

## Baubeschreibung

### Außen
Das spätgotische einschiffige Langhaus der Landkirche ist im Stil des Hausrucker Baumeisters Stephan Wultinger gebaut. Es hat ein steiles Satteldach mit einem Dachreiter aus dem Jahre 1838 an der Westseite. Dieser hat einen quadratischen Querschnitt, trägt einen Zwiebelhelm und wird von einem Kreuz über einer Turmkugel bekrönt. Das Satteldach des östlichen Chores ist niedriger als jenes des Langhauses.
Das Langhaus hat spitzbogige Maßwerkfenster in tiefen Nischen. Südseitig befindet sich  ein vermauertes verstäbtes gotisches Portal mit Steinmetzzeichen. An der Westseite des Langhauses ist eine kleine Vorhalle mit einem Walmdach angebaut. Dieser Anbau hat ein rundbogiges Westportal, das den heutigen Zugang zur Kirche bildet. Südseitig ist eine Sakristei und eine Seitenkapelle angebaut, die mit Pultdächern gedeckt sind.
Die Kirche samt Anbauten und die umgebende Friedhofsmauer sind mit Schindeln gedeckt.

### Innen
Das Langhaus hat drei Joche, die Stichkappen über beiden Längswänden sind um ein halbes Joch gegeneinander verschoben, woraus sich ein ungewöhnlich gebildetes Netzrippengewölbe ergibt. Im östlichen Joch der südlichen Langhauswand befindet sich der Zugang zur kreuzrippengewölbten Seitenkapelle.
Den Übergang zum gleich hohen schmäleren Chor bildet ein steinsichtiger Spitzbogen. Der einjochige Chor wird gleichfalls von einem Netzrippengewölbe abgeschlossen und endet in einer Apsis mit unregelmäßigem Fünfachtelschluss. Eine kleine gotische Tür mit getünchtem Dreipassbogen führt in die Sakristei, die von einem Gratgewölbe abgeschlossen wird.

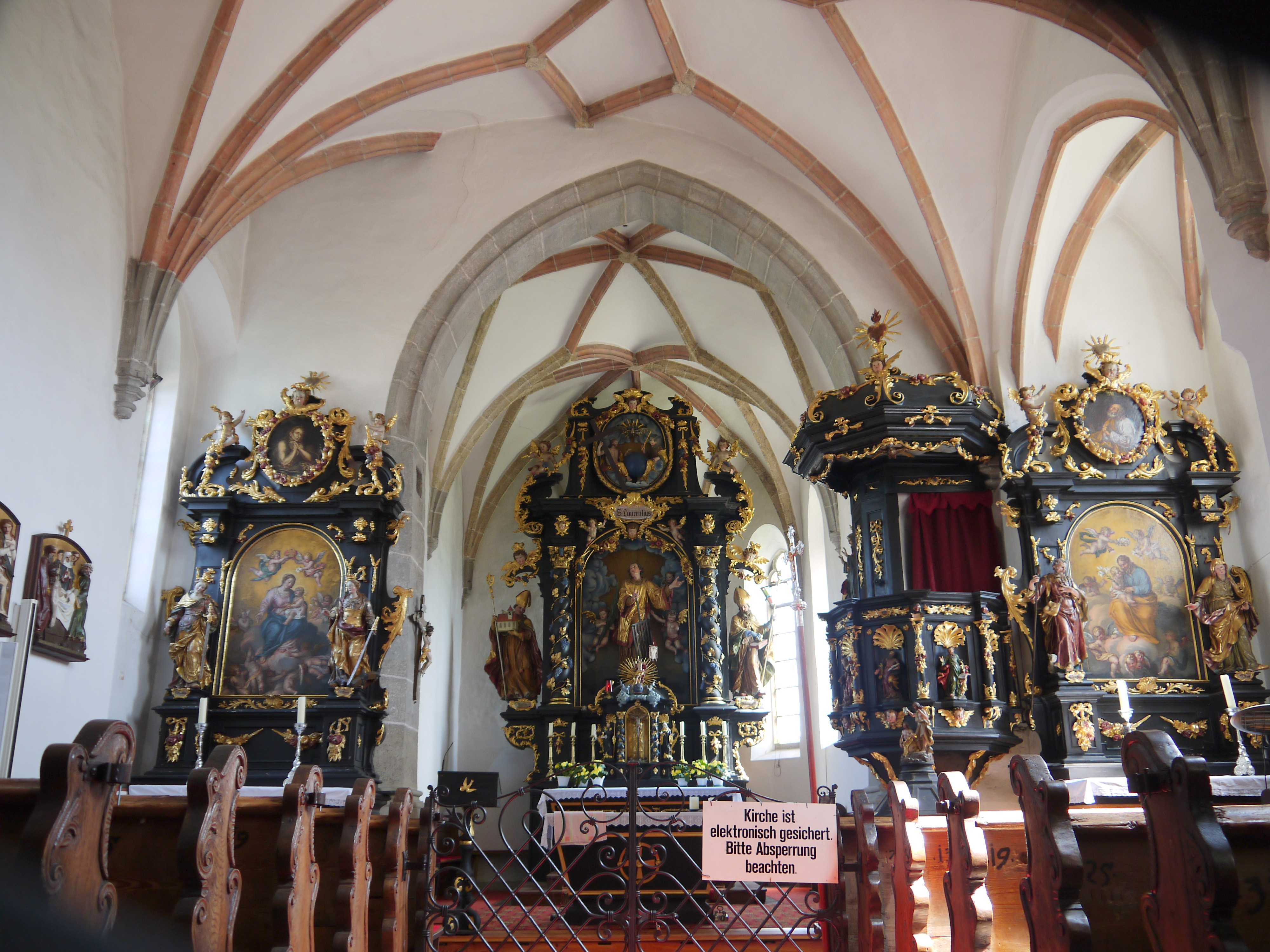
Einblick nach Osten

Die Empore mit toskanischen Säulen stammt aus dem Barock.

## Ausstattung
Die Ausstattung der Kirche wird von den Arbeiten von Meinrad Guggenbichler geprägt, aus dessen Werkstatt der Hochaltar, die beiden Seitenaltäre und die Kanzel stammen.
In der Mitte des Hochaltares aus den Jahren 1699 bis 1701 steht die Statue des Kirchenpatrons, links davon die Statue des heiligen Wolfgang, rechts die Statue des heiligen Nikolaus.
Im Mittelschrein des linken Seitenaltares befindet sich ein Gemälde der Muttergottes, flankiert von den Statuen der hl. Barbara und der hl. Katharina, im Mittelschrein des rechten Seitenaltares ein Gemälde des hl. Josef, flankiert von den Statuen des hl. Joachim und der hl. Anna, der Eltern der Jungfrau Maria. Beide Altäre wurden zwischen 1701 und 1703 geschaffen.
Die Kanzel aus dem Jahre 1703 hat im Kanzelkorb kleine Nischen, in denen sich barocke Statuetten von Paulus, Johannes, Lukas und Matthäus befanden, die im Jahre 1974 gestohlen und durch Kopien ersetzt wurden.
Unterhalb der Kanzel befindet sich ein mächtiges gotisches Taufbecken mit barockem Deckel.
Der neue Volksaltar ist im Barock-Stil gehalten.

### Orgel
Im Jahre 1995 baute der belgische Orgelbaumeister Patrick Collon ein neues Instrument.

### Glocken
Im Dachreiter befindet sich zwei Glocken. Eine ist mit 1442 datiert.